# Locomotiva D.752
Le locomotive D.752 sono delle locomotive diesel-elettriche progettate e costruite per le ČSD, (le ferrovie dello Stato della ex Cecoslovacchia) che le avevano immatricolate nella Serie T 478.3 (e dal 1988 nella serie 753); un certo quantitativo di esse è stato acquisito o noleggiato da alcune Imprese Ferroviarie Italiane come le Ferrovie Nord Milano, Sistemi Territoriali, RTC-Rail Traction Company e la Ferrovia Sangritana dopo avere ottenuta l'omologazione della RFI (CESIFER).

## Storia

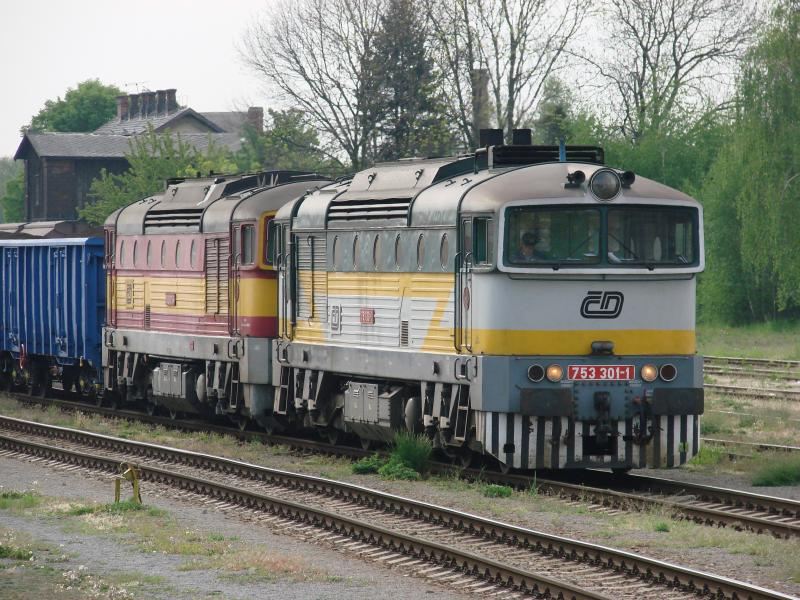
una doppia di D.753 Ceche

La locomotiva prototipo della serie fu progettata nel 1968 dalla CKD di Praga nell'ambito dei progetti di ammodernamento delle Ferrovie dello Stato Cecoslovacche (ČSD) allo scopo di sostituire la trazione a vapore. La base progettuale era rappresentata dal precedente tipo T 478.1; le nuove locomotive vennero progettate per un servizio multiruolo, da treno viaggiatori pesante e da treno merci con la velocità massima di 100 km/h. Fra il 1968 ed il 1977 ne vennero costruite e fornite diverse serie, ciascuna con differenze di allestimento e di motorizzazione, per un totale di ben 408 unità immatricolate come Gruppo T 478.3 che presto sostituirono le locomotive a vapore su gran parte delle linee non elettrificate principali.
Con l'introduzione del sistema informatico numero nel 1988 le locomotive ebbero assegnato il nuovo numero di serie 753.
Dal 1991 163 locomotive furono ricostruite sostituendo il sistema di riscaldamento a vapore del treno, obsoleto, con il riscaldamento elettrico a 3000 volt a corrente continua. Tali locomotive ammodernate vennero classificate come serie 750i.
In seguito alla scissione della Cecoslovacchia in Repubblica Ceca e Slovacchia, dal 1º gennaio 1993, le locomotive ammodernate vennero divise: 117 locomotive furono assegnate alle Ferrovie Ceche (ČD) e 46 alle Železnice Slovenskej republiky (ŽSR). Le locomotive non modernizzate iniziarono ad essere gradualmente accantonate.
Le locomotive presenti in Italia sono arrivate a partire dal 2001 e sono state oggetto di svariate modifiche e trasformazioni, da parte della ditta Leon d'Oro di Marmirolo, per adattarle agli standard richiesti per la circolazione in Italia; a seconda della motorizzazione sono state immatricolate come D.752 quelle che conservano la motorizzazione di costruzione ceca e come D.753 quelle con nuova motorizzazione Caterpillar. Le 18 locomotive di Nord Cargo hanno avuto la classificazione DE.520.xxx.

## Caratteristiche
Si tratta di locomotive diesel-elettriche dotate di due cabine di guida alle estremità tra le quali è presente il comparto macchine. La cassa poggia su due carrelli ambedue motorizzati a due sale montate ciascuno.
Delle locomotive arrivate in Italia quelle che montano motori diesel a 6 cilindri di costruzione ČKD sono state denominate D.752 mentre quelle con motore a 12 cilindri Caterpillar costituiscono la serie D.753. La velocità massima ammessa è in entrambe, pari a 100 km/h, non è elevata ma più che sufficiente per le esigenze delle imprese committenti.
Ad essi è accoppiata un generatore a corrente continua ČKD nelle prime e a corrente alternata trifase di produzione Siemens AG nelle seconde.
La trasmissione e la trazione sono di tipo elettrico.
La forma particolare della cabina in corrispondenza della vetratura frontale, per la sua somiglianza ad un grosso paio di occhiali le ha fatte soprannominare sin dall'inizio, in Cecoslovacchia, le occhialute.

## Dotazione a Società ferroviarie in Italia

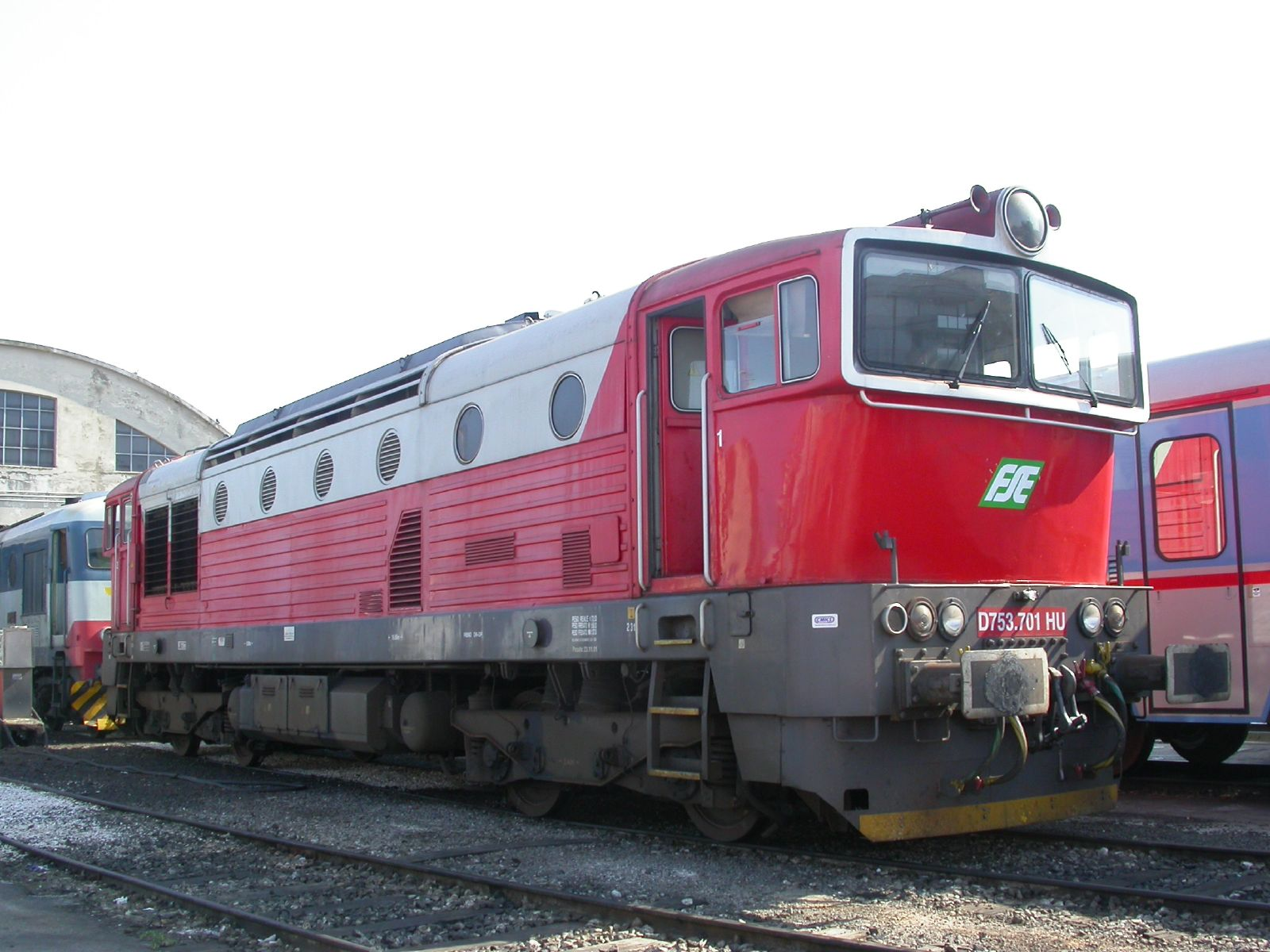
Una D.753 di Ferrovie del Sud-Est

- Nord Cargo S.r.L.: 18 unità immatricolate DE.520.001-018 FM (ora assegnate a DB Cargo Italia e Trenord);
- Ferrovia Sangritana: 8 unità immatricolate D752.501-508 SG;
- Sistemi Territoriali: 7 unità immatricolate D.753.001-007 SI;(2 vendute a GTS Rail, noleggiate a Mercitalia Shunting & Terminal)
- Hupac: 2 unità immatricolate D.753.701-702 HU (vendute a Ferrovie del Sud Est) 2 unità immatricolate D.753.703.704 HU  (vendute a Linea Smart Business Ways)
- Strade Ferrate del Mediterraneo (poi Railion): 1 unità immatricolata D.752.509 SF (venduta a IFI)
- Rail Traction Company: 2 unità immatricolate D.753.732/733 RT;
- Ferrovie del Sud-Est: 2 unità immatricolate D.753.701-702 (acquistate da Hupac);
- Linea: 2 unità immatricolate D.753.703-704 LI (acquistate da SFM).
- Società Ferrovie Udine-Cividale: 2 unità